# Абу Зайян II
Абу Зайян Мухаммад ибн Абу Хамму, или Абу Зайян II (ум. 1403) ― двенадцатый правитель Тлемсена из династии Абдальвадидов (1393-1399).

## Биография
В 1389 году, на момент смерти своего отца Абу Хамму II, Абу Зайян был губернатором Алжира и попытался захватить власть, но потерпел неудачу и бежал ко двору султана Маринидов Абу-ль-Аббаса Ахмада.
В 1393 году, при поддержке войск Маринидов, Абу Зайян организовал экспедицию в Тлемсен и сверг своего брата Абуль-Хаджаджа I (ноябрь/декабрь 1393). Став эмиром, Абу Зайян оставался верным вассалом Маринидов. Он также покровительствовал поэтам, учёным и художникам.
В 1398 году флот Абу Зайяна разграбил Торребланку, принадлежавшую арагонцам. В ответ арагонский король Мартин I напал на Деллис. В следующем году арагонский король приказал повторить экспедицию, на этот раз против Беджаи. 
В 1399 году против эмира восстал его брат Абу Мухаммад I и вынудил его бежать на восток. Абу Зайян искал поддержки среди арабских и берберских племён и в течение четырёх лет переезжал с одного места на другое, пока не был предательски убит Мухаммедом ибн Масудом аль-Вазани, у которого находился на правах гостя.